# Czarny Hactcin
Czarny Hactcon – u Apaczy Jicarilla związany z zachodem wszechmocny wódz Hactcinów, który stworzył Słońce i Księżyc oraz pierwsze zwierzę, pierwszego ptaka i człowieka oraz zasiał pierwsze ziarno.